# Metazygia corumba
Metazygia corumba är en spindelart som beskrevs av Levi 1995. Metazygia corumba ingår i släktet Metazygia och familjen hjulspindlar. Inga underarter finns listade i Catalogue of Life.